# Gran cuboctaedro truncado
En geometría, el gran cuboctaedro truncado (o cuboctaedro cuasitruncado o cuboctaedro estelatruncado) es un poliedro uniforme no convexo, indexado como U20. Tiene 26 caras, 72 aristas, y 48 vértices. Está representado por el símbolo de Schläfli tr{4/3,3}. A veces se le llama cuboctaedro cuasitruncado porque está relacionado con el cuboctaedro truncado, excepto que las caras octogonales se reemplazan por octagramas {8/3}. 

## Envolvente convexa
Su envolvente convexa es un cuboctaedro truncado no uniforme. Los esqueletos del cuboctaedro truncado y del gran cuboctaedro truncado forman grafos isomorfos a pesar de su estructura geométrica distinta. 
| Envolvente convexa | Gran cuboctaedro truncado |

## Coordenadas cartesianas
Las coordenadas cartesianas para los vértices de un gran cuboctaedro truncado centrado en el origen son todas las permutaciones de 
(±1, ±(1−√2), ±(1−2√2)).